# Stelzenrallen
Die Stelzenrallen (Mesitornithidae) sind eine aus nur drei Arten in zwei Gattungen bestehende Familie rallenartiger Vögel. Sie kommen endemisch auf Madagaskar vor und werden von der IUCN als gefährdet eingestuft. Ihr Bestand wird auf 154.000 Individuen geschätzt (2021).

## Merkmale

### Körperbau
Stelzenrallen sind ausgesprochene Bodenbewohner mit kurzen, runden Flügeln und sehr kräftigen Beinen und Füßen. Die Körperlänge beträgt etwa 30 cm, wovon etwa die Hälfte auf den Schwanz entfällt. Der Kopf erscheint im Vergleich zum Körper recht klein, der an der Basis kräftige Schnabel ist bei den beiden Arten der Gattung Mesitornis wenige Zentimeter lang und nur schwach nach unten gebogen, bei der Halbwüsten-Stelzenralle erreicht der Schnabel etwa Kopflänge und weist eine deutliche, sichelförmige Biegung auf. Stelzenrallen haben keine Bürzeldrüse, ebenso wenig wie einen Kropf. Sie besitzen infolge der fehlenden Bürzeldrüse Puderdunen.

### Färbung
Die drei Arten sind alle mehr oder minder braun befiedert, der Anteil der grauen und weißen Befiederung, die vor allem an Bauch und Brust vorkommt, variiert. Zwei der drei Arten, die Kurzfuß-Stelzenralle und die Halbwüsten-Stelzenralle, zeigen dunkle Flecken auf dem ansonsten hellen Brust- und Bauchgefieder. Das Auge ist von einem schmalen Ring nackter Haut umgeben, hinter oder unmittelbar über dem Auge verläuft ein heller Streifen entlang des Halses zum Nacken. Die Färbung der Beine ist blass rot oder olivefarben. Einen Geschlechtsdimorphismus zeigt lediglich die Halbwüsten-Stelzenralle.

### Bewegung
Stelzenrallen halten den Rücken stets parallel zum Erdboden, der Kopf wird beim langsamen Laufen von zwei Arten nach vorn gestreckt und bildet dann mit der Wirbelsäule eine Linie. Nur die Halbwüsten-Stelzenralle trägt den Kopf zeitweise etwas höher als den restlichen Körper. Die Schwanzfedern werden äußerst selten aufgerichtet, sie bilden mit Kopf und Körper eine Linie und tragen so zum stromlinienförmigen Eindruck der Vögel bei. Der Gang erscheint niemals hastig, Stelzenrallen rennen nur, wenn Gefahr droht oder Beute verfolgt wird. Charakteristisch für die Bewegungen der Stelzenrallen sind ein je nach Art unterschiedlich stark ausgeprägtes Nicken des Kopfes nach jedem Schritt und ein kurzes Wippen der Schwanzfedern. Generell fliegen alle drei Arten nur selten, lediglich zur Flucht oder zum Erreichen eines sicheren Schlafplatzes auf einem Baum werden die Flügel mit schnellem, lautem Flügelschlag eingesetzt. Das Flugvermögen ist nur gering ausgeprägt, Stelzenrallen legen daher selten mehr als 20 bis 30 Meter in der Luft zurück.

### Stimme
Die Tiere verfügen über eine große Bandbreite an Lauten, die einzeln als Signale zur Kommunikation innerhalb einer Gruppe eingesetzt werden können, jedoch auch zu Gesängen ausgebaut werden. Männchen und Weibchen der Kurzfuß-Stelzenralle und der Einfarb-Stelzenralle singen ein von den Männchen initiiertes, etwa 30 Sekunden andauerndes Duett, bei dem sie verschiedene Partien singen. Während Männchen auch allein kürzere Strophen vortragen, singen Weibchen fast niemals allein. Singende Stelzenrallen bringen Gruppen in benachbarten Territorien dazu, ebenfalls einen Gesang anzustimmen. Zudem singen manchmal nur die Weibchen benachbarter Gruppen einander zu.
Der Gesang der Einfarb-Stelzenralle besteht aus sehr lauten, oft wiederholten und ineinander übergehenden Rufen, die wie „hütjühütjühütjü“ klingen. Am häufigsten ist der Gesang in den frühen Morgenstunden kurz vor und nach Sonnenaufgang zu hören, nicht selten wird er noch nach dem Aufwachen am Schlafplatz angestimmt. Im Laufe des Tages nimmt die Häufigkeit des Gesanges ab, nach dem späten Vormittag schweigen die Vögel gänzlich bis zum nächsten Morgen. Während der Brutsaison singt vor allem die Halbwüsten-Stelzenralle häufiger und länger als außerhalb der Brutzeit, eine wie „züzüzü zizizizizi ürr“ klingende Lautfolge wird dann zu 30 bis 45 Sekunden andauernden Strophen aneinandergereiht. Im Laufe einer Strophe geht das zunächst hörbare „züzüzü“ in ein „zizizi“ über. Man geht davon aus, dass das „ürr“ von einem zweiten Individuum beigesteuert wird, auch diese Art singt folglich ein Duett. Da die Kurzfuß-Stelzenralle die in allen Aspekten am besten erforschte Stelzenralle ist, sind weitere Lautäußerungen vor allem von dieser Art bekannt. Jungvögel rufen ihre Eltern während der Nahrungsaufnahme mit einem schwätzenden Kontaktruf, der wie „pop-pop-pop“ klingt, adulte Vögel halten untereinander mit einem wie Zähneklappern klingenden, für etwa fünf Sekunden andauernden „bub-bub-bub“ Kontakt. Auch zur Begrüßung zwischen Individuen wird dieser Laut eingesetzt. Nach einer Verpaarung wird eine kurze, sehr laute und wie „quiiquiiquii“ klingende Lautäußerung abgegeben.
Einfarb-Stelzenrallen halten untereinander mit einem leisen „tschuck“ Kontakt. Über die Lautäußerungen der Halbwüsten-Stelzenralle ist wenig bekannt, von Küken dieser Art geäußerte Laute ähneln den Rufen von Hühnerküken. Der Alarmruf aller Stelzenrallen ist ein zischender oder zwitschernder, scharfer Ton.

## Verbreitung und Lebensraum

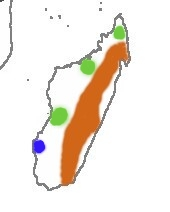
Verbreitung der Mesitornithidae:
Kurzfuß-Stelzenralle: grün;
Einfarb-Stelzenralle: orange;
Halbwüsten-Stelzenralle: blau

Alle Stelzenrallen leben endemisch auf Madagaskar, wo sie in den zunehmend rarer werdenden bewaldeten Gebieten und trockenen Buschsavannen vorkommen. Es werden sowohl dichte Primärwälder als auch lichte Sekundärwälder und offenere, baumbestandene Gebiete bewohnt. Plantagen und andere durch Menschenhand angelegte Pflanzungen werden von Stelzenrallen gemieden. Der bevorzugte Aufenthaltsort der Arten der Gattung Mesitornis ist dichter Wald, die Halbwüsten-Stelzenralle besiedelt die offenere Landschaft. Ursprünglich wurden die drei Arten der Stelzenrallen als allopatrisch angesehen, denn jedes Ökosystem des madagassischen Tieflandes schien nur von einer anderen Art bewohnt zu sein. Die Einfarb-Stelzenralle schien ausschließlich in den östlich gelegenen Feuchtwäldern zu existieren, die Kurzfuß-Stelzenralle nur in den westlichen Trockenwäldern und die dritte Art, die Halbwüsten-Stelzenralle, in den offeneren Spiny forests des Südwestens. Diese Einteilung kann jedoch nur bedingt aufrechterhalten werden, da 1990 im östlichsten Teil des  madagassischen Feuchtwaldes ein Paar der Kurzfuß-Stelzenralle entdeckt wurde, die folglich zusammen mit Mesitornis unicolor ein Habitat bewohnt. Weitere Nachweise in diesem Habitat existieren jedoch nicht.
Stelzenrallen sind weitgehend standorttreu. Alle Arten kommen jeweils nicht im gesamten Areal des vorhandenen und geeigneten Habitats vor. Dies liegt möglicherweise an der schlechten Flugfähigkeit, auf Grund derer breite Flüsse nicht überquert werden können. Areale mit einer dicken Laubschicht und spärlichem Bodenbewuchs werden von den Vögeln mit Vorliebe besucht, da sie dort als bodenlebende Insektenfresser üppige Vorkommen ihrer Beuteorganismen vorfinden.

### Streifgebiet und Zugverhalten
Kurzfuß-Stelzenrallen verteidigen Territorien, die 2 bis 15 Hektar groß sind. Während eines Tages legen die Vögel innerhalb ihres Territoriums Wegstrecken zwischen 500 Metern und einem Kilometer zurück. Die Schlafplätze werden oft gewechselt, teilweise jedoch wiederholt genutzt. Für die zwei weiteren Arten nimmt man vergleichbare Werte und Verhaltensweisen an.
Nur die Einfarb-Stelzenralle unternimmt Wanderungen. Sie wandert im Winter vermutlich in Höhenlagen unter 500 m und lebt zur Brutzeit in höher gelegenen Gebieten.

## Lebensweise
Alle Arten der Familie Mesitornithidae gelten als scheu und vorsichtig und sind daher im Großteil ihres Verbreitungsgebietes nur schwer zu beobachten, am seltensten zu beobachten und am schlechtesten erforscht ist die Einfarb-Stelzenralle, die in sehr geringen Populationsdichten vorkommt und deren Habitat in weiten Teilen unzugänglich ist.

### Aktivität
Die stärkste Aktivität zeigen Stelzenrallen in den frühen Morgenstunden und am frühen Abend. Während der heißen Mittagsstunden ruhen die Tiere an einem schattigen Ort. Alle drei Arten halten sich fast ausschließlich auf dem Boden auf, Bäume werden nur aufgesucht, um dort zu schlafen oder zu nisten. Wenn möglich, klettern die Vögel zum Aufsuchen ihres Brut- oder Schlafplatzes über Rankpflanzen oder niedrigere Vegetation in einen Baum, sehr selten nur fliegen sie hinauf. Über das Komfortverhalten der Stelzenrallen liegen keine Informationen vor.

### Soziales und antagonistisches Verhalten
Stelzenrallen bilden je nach Art aus mindestens einem Brutpaar und zeitweise dessen Nachwuchs bestehende Gruppen. Im Falle der Kurzfuß-Stelzenralle besteht ein Verband in der Regel aus den offenbar lebenslang monogam lebenden Elterntieren und den Jungtieren der letzten Brut. Halbwüsten-Stelzenrallen bilden größere Gruppen, deren genaue Zusammensetzung jedoch bislang nicht erforscht ist. Auch Einfarb-Stelzenrallen leben in Paaren, die jedoch nur selten ein Jungtier bei sich führen. In den Gruppen spielt der Kontakt unter den Individuen eine große Rolle, die Vögel betreiben gegenseitige Gefiederpflege und schlafen gemeinsam. Vor allem bei der Kurzfuß-Stelzenralle kommt es immer wieder vor, dass Gruppenmitglieder sich um größere Beutetiere streiten. Gruppen verteidigen Territorien, die sich mit denen benachbarter Gruppen überschneiden können. Bei einem Zusammentreffen der Gruppen kann es zu Territorialkämpfen kommen, während derer die Tiere nacheinander hacken und treten sowie zum Imponieren senkrecht in die Höhe flattern.
Oft werden Stelzenrallen von kommensalistisch lebenden Arten wie dem Haubendrongo begleitet. Diese Arten fressen die den Stelzenrallen entkommenen Invertebraten und jagen ihnen gelegentlich auch Futtertiere ab, was sie dann zu Nahrungsparasiten macht. Andere Vögel halten sich regelmäßig in der Nähe von Stelzenrallen auf, obwohl sie mit ihnen anscheinend nicht interagieren. Es wird vermutet, dass die Tiere gegenseitigen Nutzen aus der besseren Überwachung der Umgebung und somit aus dem besseren Schutz vor Prädatoren ziehen.
Bei Bedrohung durch einen Prädator, im Falle der Stelzenrallen vor allem durch Madagaskarhabicht und Mensch, fliehen die Tiere in dichte Vegetation oder verharren bewegungslos an ihrem Standort. Halbwüsten-Stelzenrallen lösen, wenn sie sich bedroht fühlen, gelegentlich die Gruppenstruktur auf, fliehen in verschiedene Richtungen und verharren schließlich regungslos. Eine weitere Fluchttaktik besteht darin, auf einen Ast zu fliegen und sich dort flach und bewegungslos gegen die Rinde zu pressen. Die auf Madagaskar lebenden Madagaskar-Mangusten – wie der Schmalstreifenmungo und der Ringelschwanzmungo – werden von Stelzenrallen nicht als Gefahr angesehen. Die Vögel ändern ihr Verhalten beim Auftauchen eines dieser Tiere kaum und gehören offensichtlich nicht zu deren Beutespektrum.

### Ernährung
Insekten sind die Hauptnahrung aller Arten der Stelzenrallen, Sämereien und kleine Früchte werden nur in geringen Mengen und bei Gelegenheit aufgenommen. Schaben, Grillen und Spinnen bis zu einer Größe von etwa einem Zentimeter machen den Großteil der Nahrung der Kurzfuß-Stelzenralle aus, die Halbwüsten-Stelzenralle frisst zudem Heuschrecken, Larven und Käfer. Gelegentlich werden zudem die wenige Zentimeter kleinen und bodenlebenden Stummelschwanzchamäleons der Gattung Brookesia gefressen. Während der Nahrungsaufnahme laufen die Stelzenrallen langsam umher, inspizieren ihre Umgebung sehr genau, drehen Blätter und Ästchen, durchsuchen den niedrigen Bodenbewuchs und picken die erscheinenden Invertebraten auf. Trockene, eingerollte Blätter werden mit dem Schnabel aufgenommen und gegen den Boden oder Äste geschlagen, damit eventuell versteckte Kleintiere hervorkommen und gefressen werden können. Halbwüsten-Stelzenrallen, die den längsten und am stärksten gebogenen Schnabel der drei Arten besitzen, suchen sich ihre Nahrung oft durch punktuelles Sondieren der Laubschicht mit dem Schnabel oder indem sie darin graben, um darunter lebende Kleintiere zu ertasten und zu fangen. Die beiden mit kürzeren Schnäbeln ausgestatteten Arten der Gattung Mesitornis legen aufgenommene und gedrehte Äste nach erfolgter Untersuchung stets vorsichtig wieder an ihren Ursprungsort zurück, um potenzielle Beutetiere nicht aufzuschrecken. Ist dies jedoch geschehen und ein Beutetier flieht über den Boden, so rennen die Vögel kurze Strecken, um das entkommene Tier zu fangen. Während der Trockenzeit graben auch die kurzschnäbeligen Arten öfter im Boden. Es ist nicht bekannt, ob Jungvögel von den Elterntieren gefüttert werden oder ob sofort nach Verlassen des Nestes eine eigenständige Nahrungsaufnahme erfolgt. Ein Großteil des Wasserbedarfs wird offensichtlich über die Nahrung gedeckt, nur sehr selten trinken Stelzenrallen geringe Mengen Wasser.

### Fortpflanzung
Arten der Gattung Mesitornis leben in  lebenslang monogamen Partnerschaften. Die Halbwüsten-Stelzenralle lebt vermutlich polygam, mehrere Weibchen scheinen Eier in ein gemeinsames Nest zu legen. Balzverhalten konnte bislang nicht sicher nachgewiesen werden, obwohl während der Brutzeit Kämpfe zwischen Männchen der Halbwüsten-Stelzenralle beobachtet wurden.
Die Brutsaison aller Arten fällt in die Regenzeit, die Eier werden zwischen April und Oktober gelegt, wobei es sich bei Gelegen im September und Oktober vermutlich um Zweitgelege nach Gelegeverlust handelt. Nester der Gattung Mesitornis befinden sich im Regelfall in ein und drei Metern Höhe in spärlicher Vegetation. Die Nester aller Arten bestehen aus trockenen Zweigen und werden mit Blättern und Gras ausgepolstert. Die Gelegegröße reicht von einem bis zu drei Eiern. Wie viele Eier eines Geleges von einem Weibchen stammen, ist bei Halbwüsten-Stelzenrallen nicht klar, da mehrere Weibchen ein Nest nutzen können. Die Eier sind elliptisch geformt und von weißlicher oder hellgelber Farbe mit rotbraunen, manchmal grauen Punkten. Obgleich alle Arten ähnlich groß sind, unterscheiden sich die Größen der Eier teils deutlich. Die größte Art, die Halbwüsten-Stelzenralle, legt 37 × 28 mm große Eier, die Eier der Kurzfuß-Stelzenralle sind etwa 33 × 26 mm groß. Die Einfarb-Stelzenralle legt mit 44 × 30 mm großen Eiern im Verhältnis zu ihrer Körpergröße ungewöhnlich große Eier. Bebrütet werden die Gelege bei Kurzfuß-Stelzenrallen ausschließlich von den Weibchen, die Männchen bleiben nur in der Nähe, Halbwüsten-Stelzenrallen-Männchen brüten hingegen ebenfalls.
Jungvögel sind Nestflüchter, über den genauen Zeitpunkt des Verlassens des Nestes sowie die Art, wie die Küken vom Nest auf den Boden gelangen, liegen keine Informationen vor. Männchen und Weibchen kümmern sich gemeinsam um den Nachwuchs, der zumindest bei Kurzfuß-Stelzenrallen länger als ein Jahr bei den Elterntieren bleibt. Daher wird vermutet, dass Stelzenrallen nicht jedes Jahr brüten.
Verschiedene Tiere, vor allem Schlangen und Nagetiere, fressen Gelege der Stelzenrallen. Küken können Schlangen und größeren Vögeln zum Opfer fallen.

## Systematik
Die systematische Einordnung der Mesitornithidae ist umstritten und noch immer Gegenstand wissenschaftlicher Diskussion. Seit der Erstbeschreibung wurden die Stelzenrallen nacheinander den Taubenvögeln, den Hühnervögeln und den Sperlingsvögeln zugeteilt. Häufig werden die Mesitornithidae jedoch auf Grund anatomischer Merkmale als besonders urtümliche Verwandte der Rallenvögel angesehen, mit denen sie einige Gemeinsamkeiten haben, jedoch auch gewisse Unterschiede aufweisen. So fehlt den Stelzenrallen im Vergleich zu den Rallen das ungeteilte Nasenloch, zudem haben die Stelzenrallen 14 Steuerfedern, wohingegen die Rallen lediglich zwölf besitzen. Eine Einordnung wird weiterhin durch den Umstand erschwert, dass bisher keine fossilen Exemplare gefunden wurden. Trotzdem werden sie oftmals als sehr ursprünglich und als sich von den übrigen Kranichvögeln unterscheidend angesehen und daher in die Unterordnung Mesitornithes gestellt. 2004 wurde auf Grund phylogenetischer Untersuchungen vorgeschlagen, die Mesitornithidae zusammen mit den Kuckucksvögeln künftig als monophyletisches Taxon anzusehen, eine Bestätigung dieser Ansicht bleibt abzuwarten. Heute wird die Familie in eine eigene Ordnung gestellt, die Mesitornithiformes.
Die Einteilung der Familie in die zwei Gattungen Mesitornis und Monias erfolgte auf Grund der Unterschiede bezüglich der Schnabel- und Eiform sowie der Eistruktur. Im 19. Jahrhundert und zu Beginn des 20. Jahrhunderts wurden die beiden Arten der Gattung Mesitornis ihrer sehr ähnlichen Anatomie wegen als Männchen und Weibchen nur einer geschlechtsdimorphen Art angesehen, ein Fehler, der erst in den 1930er-Jahren endgültig erkannt und korrigiert wurde.
- Gattung Mesitornis:
  - Kurzfuß-Stelzenralle, Mesitornis variegata
  - Einfarb-Stelzenralle, Mesitornis unicolor
- Gattung Monias:
  - Halbwüsten-Stelzenralle, Monias benschi

## Stelzenrallen und Menschen
Stelzenrallen sind den Bewohnern Madagaskars wohlbekannt und werden je nach Gebiet verehrt oder gefürchtet. Die Halbwüsten-Stelzenralle wird Naka genannt. Je nach Region werden Kurzfuß-Stelzenrallen Agolin’ala oder Tolohon’ala genannt. Agolin und Toloho sind die Namen für die Cuvierralle beziehungsweise den Tulukuckuck, ala bedeutet Wald. Auch wird die Kurzfuß-Stelzenralle wie einige andere Arten kleiner Bodenvögel als Fangadiovy, als ‚Yams-Ausgräber‘, bezeichnet. Die Herkunft dieses Namens ist unklar, da Stelzenrallen keinen Yams fressen und ausgraben. Einfarb-Stelzenrallen werden im Norden ihres Vorkommens als Roatelo bezeichnet, was so viel wie ‚Zwei-Drei‘ heißt und sich offenbar auf die Gruppenzusammensetzung der Art bezieht, die stets in aus zwei Elterntieren und höchstens einem Jungtier bestehenden Gruppen lebt. Im Süden hingegen nennt man sie Tsikozan’ala, Tsikola ist in dieser Region der Name für die Cuvierralle, ala auch hier die Bezeichnung für Wald. Die örtliche Bevölkerung unterscheidet die Einfarb-Stelzenralle nicht namentlich von der Graukehlralle, obwohl die Unterschiede zwischen den Tieren bekannt sind.
Die Bevölkerung jagt alle drei Arten der Mesitornithidae teilweise sehr intensiv. Jäger treiben die Vögel bis zur Erschöpfung vor sich her, scheuchen sie auf Bäume und erschlagen sie schließlich mit Keulen. Schleudern oder Bögen sowie in neuerer Zeit auch Gewehre kommen ebenfalls zum Einsatz, um die Vögel zu töten. Mit eigentlich bei der Jagd auf größere Vögel eingesetzten Schlingenfallen werden Stelzenrallen gelegentlich ebenfalls gefangen. Auffällig ist, dass die am besten erforschten Kurzfuß-Stelzenrallen in der Nähe menschlicher Siedlungen bedeutend weniger singen und noch scheuer sind als anderswo, auch ist die Populationsdichte in diesen Gebieten sehr gering. Die Einfarb-Stelzenralle unterliegt im nördlichen und mittleren Bereich ihrer Verbreitung einem „Tabu“ und gilt somit als unantastbar, sie wird nicht gejagt, teilweise darf nicht einmal ihr Name ausgesprochen werden. Die Tiere gelten dort als äußerst menschlich, da ihnen nachgesagt wird ihre Jungen bis in die Dörfer zu verfolgen, wenn Menschen die Küken dem Nest entnommen haben. Mancherorts beruht das Tabu jedoch auch auf der Angst vor den Tieren, die Menschen fürchten sich aus nicht näher bekannten Gründen vor ihnen. Dieses Tabu ist oftmals nur den Einheimischen vertraut und wird nur von diesen befolgt, aus Gebieten ohne Tabu oder Vorkommen von Stelzenrallen stammende Neusiedler kennen und befolgen es in der Regel nicht.

### Bedrohung und Schutz
Die Stelzenrallen gelten als eine der am stärksten bedrohten Vogelfamilien, alle Arten werden von der IUCN als Vulnerable (gefährdet) geführt. Es wird befürchtet, dass die Populationen der Arten in den kommenden 20 Jahren um etwa 50 % schrumpfen werden, da die Ökosysteme Madagaskars mit großer Geschwindigkeit zerstört werden und den Arten somit ihr Lebensraum entzogen wird. Da vor allem Kurzfuß- und Halbwüsten-Stelzenralle in räumlich äußerst begrenzten Gebieten leben, sind sie besonders stark durch Rodung, Brandrodung, Zersiedelung, Umweltverschmutzung und Jagd gefährdet. Erschwerend kommt hinzu, dass alle Arten in relativ geringen Populationsdichten vorkommen und Verluste somit nur schlecht ausgleichen können. Auch auf Madagaskar eingeführte Neozoen wie Ratten können zu einer Bedrohung werden, da sie die Gelege der Vögel fressen und so den Bruterfolg mindern. Ist eine Population in einem Gebiet erst einmal erloschen, ist es für Stelzenrallen sehr schwierig oder unmöglich, dieses Gebiet in Zukunft erneut zu besiedeln, selbst wenn das nötige Habitat noch existieren sollte. Der schlechten Flugfähigkeit und der geringen Reproduktionsrate wegen können sich die Stelzenrallen nur sehr langsam ausbreiten. Von besonders großer Bedeutung zumindest für die Kurzfuß-Stelzenralle sind wassernahe Waldgebiete, da die Art in diesen Bereichen die größten Bruterfolge erreicht und diese Gebiete somit wichtig für den Erhalt der Population in weit größeren Gebieten sind. Werden derartige Wälder zerstört, so kann der Einfluss auf eine Teilpopulation katastrophal sein. Durch die großflächige Besiedelung Madagaskars sind bereits große Teile (etwa 70 %) der ursprünglichen Wälder im Verbreitungsgebiet der Stelzenrallen verschwunden. Zwar gibt es Schutzgebiete, jedoch wird die Kontrolle dieser Gebiete vernachlässigt, ein Schutz ist somit praktisch kaum gegeben. Das kleine Verbreitungsgebiet der Halbwüsten-Stelzenrallen umfasst kein Schutzgebiet. Keine der Arten unterliegt einem gesetzlichen Schutz.